# سیارک ۵۸۵۱
سیارک ۵۸۵۱ (به انگلیسی: 5851 Inagawa، نامگذاری:1991DM1) پنج هزار و هشتصد و پنجاه و یکمین سیارک کشف شده‌است که در ۲۳ فوریه ۱۹۹۱ کشف شد.
قدر مطلق سیارک برابر ۵۳.۶ است.